# Alchemilla condensa
Alchemilla condensa é uma espécie de rosácea do gênero Alchemilla, pertencente à família Rosaceae.